# Kukulcania brevipes
Kukulcania brevipes är en spindelart som först beskrevs av Eugen von Keyserling 1883.  Kukulcania brevipes ingår i släktet Kukulcania och familjen Filistatidae.
Artens utbredningsområde är Peru. Inga underarter finns listade i Catalogue of Life.